# Пак, Давид Николаевич
Давид Николаевич Пак (1905 — 1992) — советский учёный в области селекции крупного рогатого скота, доктор сельскохозяйственных наук (1964), профессор (1970), лауреат Сталинской премии второй степени (1951).

## Биография
Родился 4 декабря 1905 года в Приморской области. Окончил Саратовский зооветеринарный институт (1932) и аспирантуру ВНИИ животноводства (Москва) (1935). 
В 1936 году защитил кандидатскую диссертацию и был направлен на работу в Казахский НИИ животноводства: старший научный сотрудник, затем — зав. отделом молочного скотоводства (1954—1977).
В 1947 — 1954 годы зав. секцией животноводства Казахского филиала ВАСХНИЛ (без отрыва от работы в НИИ).
В 1963 году защитил докторскую диссертацию:
- Породообразование и эволюция крупного рогатого скота : на примере алатауской породы и ее исходных : диссертация … доктора сельскохозяйственных наук : 06.00.00. — Алма-Ата, 1962. — 369 с. : ил.

С 1978 года профессор-консультант отдела селекции и разведения молочного скота во вновь организованном Казахском научно- исследовательском технологическом институте животноводства.
Умер 26 февраля 1992 года в Алматы (Казахстан).

## Признание
- заслуженный деятель науки Казахской ССР (1983)
- орден «Знак Почёта»
- медали
- Сталинская премия второй степени (1951) — за выведение новой породы крупного рогатого скота «Алатаусская».

Сочинения
- Алатауская порода крупного рогатого скота [Текст] / Д. Пак, И. Галочкин, М. Мартинсон, лауреаты Сталинской премии. — Алма-Ата : Каз. гос. изд-во, 1951. — 92 с. : ил.; 20 см.
- Алатауская порода крупного рогатого скота [Текст] / проф. А. С. Всяких, д-р с.-х. наук лауреат Сталинской премии, Д. Н. Пак., канд. с.-х. наук лауреат Сталинской премии. — Москва : Сельхозгиз, 1954. — 295 с. : ил.; 21 см.
- Породообразование и эволюция крупного рогатого скота [Текст] : (На примере алатауской породы и ее исходных) / Д. Н. Пак, канд. с.-х. наук. — Алма-Ата : Казсельхозгиз, 1962. — 215 с. : ил.; 21 см.
- Скотоводство: резервы повышения мясной продуктивности [Текст] / [Канд. экон. наук Б. С. Нурпеисов, д-р с.-х. наук, проф. Д. Н. Пак, канд. с.-х. наук В. Ф. Зубриянов и др.] ; Под ред. лауреата Гос. премии СССР, д-ра с.-х. наук Д. Н. Пака. — Алма-Ата : Кайнар, 1976. — 183 с., 8 л. ил. : граф.; 20 см.
- Алатауская порода скота [Текст] / Д. Н. Пак, д. с.-х. н. — Алма-Ата : Кайнар, 1978. — 123 с. : ил.; 21 см.
- Новые методы подбора, гетерозис в молочном скотоводстве / Давид Николаевич Пак; Вост. отд-ние ВАСХНИЛ, Каз. н.-и. технол. ин-т животноводства. — Алма-Ата : Б. и., 1990. — 162,[1] с.; 21 см.